# Vitorino (mártir)
São Vitorino é um santo e mártir, de cuja história pouco se sabe. Foi martirizado em Nicomédia, em data incerta.